# Біленька (станція)
Біленька (рос. Беленькая) — станція Тиндинського регіону Далекосхідної залізниці Росії, розташована на дільниці Тинда — Бамівська між роз'їздами Сеті (відстань — 27 км) і Заболотне (20 км). Відстань до ст. Тинда — 47 км, до ст. Бамівська — 133 км.